# Escala i corda
La escala i corda,  ossia scalinata e rete in italiano, è una specialità sferistica della palla valenciana.

## Regolamento
Questo gioco fu ideato nel 1910 da un giocatore di pelota. Si pratica in sferisterio, chiamato trinquet in valenciano, su un campo che a un lato degli atleti ha una scalinata dove rimbalza la palla e ha al centro una rete divisoria, posta a 1,8 m dal suolo, sulla quale deve passare la palla. I professionisti colpiscono la palla a mano nuda o leggermente fasciata: la palla si deve colpire a volo o dopo il primo rimbalzo. Le forme di gioco, riguardo al numero di atleti in campo, sono queste:
- 1 contro 1
- 2 contro 2
- 3 contro 3
- 2 contro 3 quando la squadra in superiorità numerica è composta da giocatori di categoria inferiore a quella degli avversari.

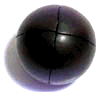
Una palla nuova

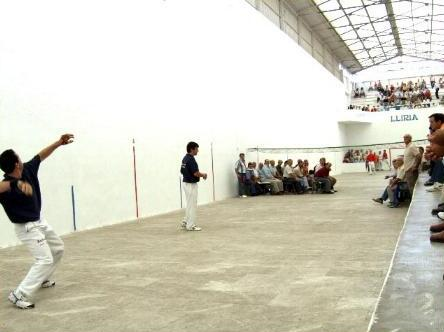
Una partita

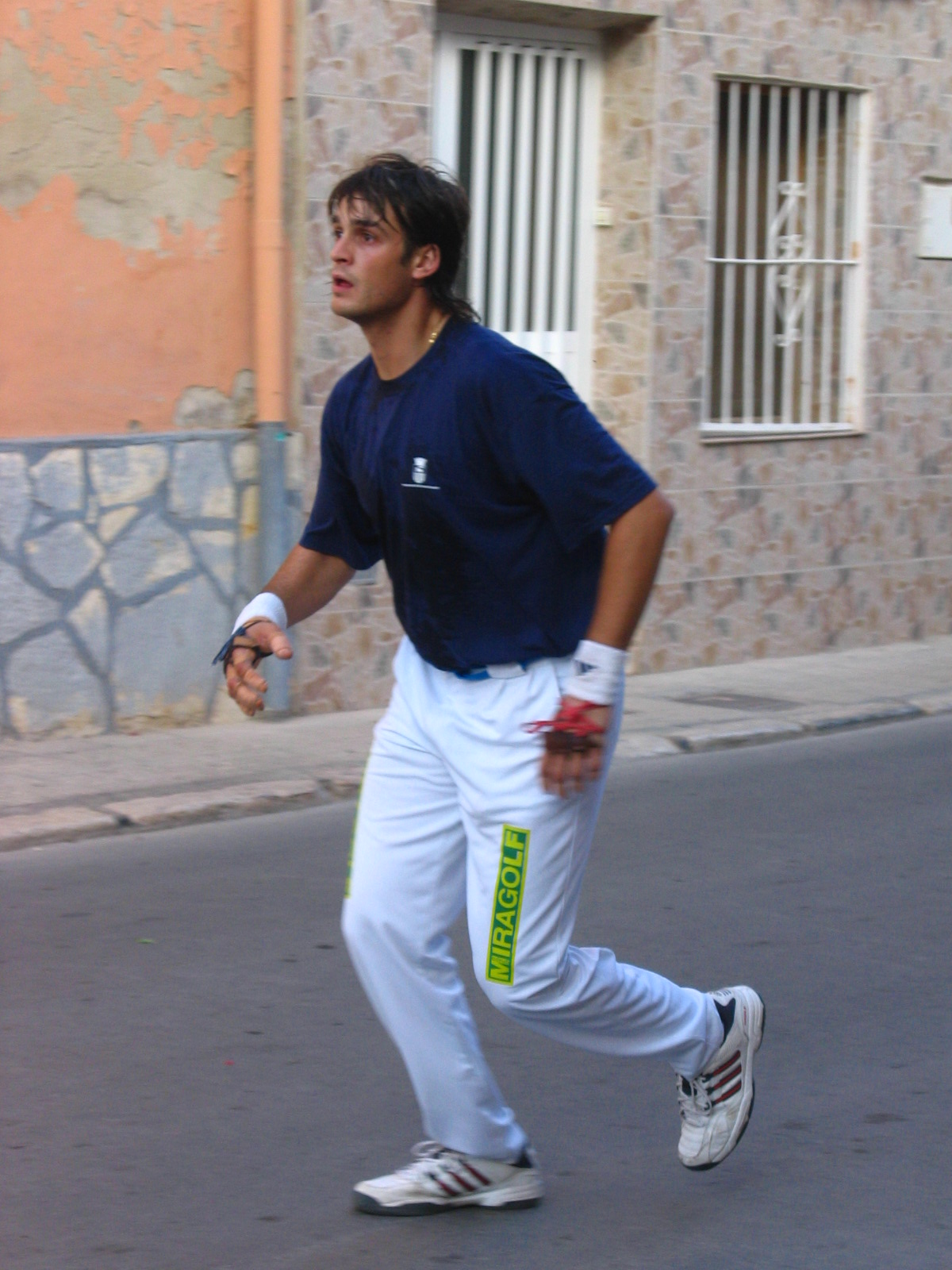
José Cabanes

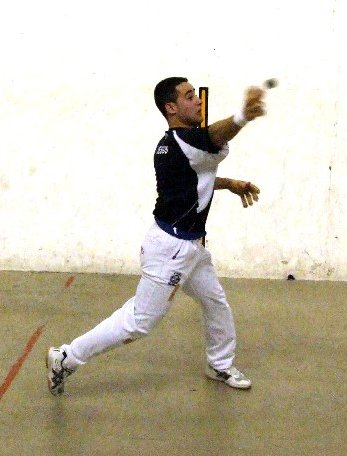
Jesús Cebrià

Il punteggio è diviso in giochi: ogni gioco realizzato vale 5 punti e per vincere un gioco si devono totalizzare 4 punti. Chi totalizza 12 giochi, che valgono in totale 60 punti, vince la partita. I ruoli dei giocatori sono i seguenti:
- rest o dauer o reboter o escalater è l'atleta più vicino al muro di fondo del campo di gioco
- mitger è l'atleta in posizione intermedia
- punter è l'atleta più vicino alla rete
- feridor è un ruolo speciale per l'atleta che inizia la disputa di ogni palleggio.

La palla in cuoio bovino ha diametro di 4,2 cm, circonferenza di 13,8 cm e peso di 42 g.

## I campioni
I professionisti partecipano annualmente a un campionato di squadre denominato Circuit Bancaixa e un altro individuale denominato Trofeu Individual Bancaixa. Tra i campioni di sempre ricordiamo:
- Adrián Miguel Mascarell di Sueca
- Adrián Celda García di Museros
- Álvaro Navarro Serra di Faura
- Barraca
- Boni
- Canana II
- José Bellver Gamón di Rafelbunyol
- Vicente Cervera Chust di Alaquàs
- Hèctor Coll Sebastià di La Pobla de Vallbona
- Daniel Gómez Giménez di Benavites
- Josep Sanvenancio di Riola (Spagna)
- Fèlix Peñarrubia Larrosa di Dénia
- Alfred Hernando di Valencia
- Paco Cabanes Pastor di Genovés
- José Cabanes di Genovés
- Vicente Grau Juan di Valencia
- Jonathan Herrera Ramos di Beniparrell
- Javier Sansó León di Massalfassar
- Jesús Cebrià di Silla (Spagna)
- Julio Palau Lozano di Alginet
- Rafael Soler Tomás di Genovés
- Melchor Fauli Garces di Benavites
- José Jorge Mezquita García di Villarreal
- Miguel González Marí di Petrer
- Miguel Ángel Bas López di Valencia
- José Vicente Riera Calatayud di Murla
- Antonio Núñez Celda di Quart de Poblet
- Joaquín Oltra Sanchis di Genovés
- Francisco Javier García Atienza di Massamagrell
- Pasqual Balaguer Castillo di La Pobla de Vallbona
- Pedro Ruiz Carrilero di Valencia
- Pedro José López Ronda di Valencia
- Pasqual Sanchis Moscardó di Genovés
- Eduardo Sanchis Moscardó di Genovés
- Francesc Xavier Puchol i Ruiz di Vinalesa
- Alberto Arnal di Quart de Poblet
- Daniel Ribera
- Antonio Reig di Valencia
- Salvador Vicente Mormeneo di Massamagrell
- Enric Sarasol di Genovés
- José María Sarasol di Genovés
- Carlos Solaz Pradas di Valencia
- Francesc Soro Juan di Massamagrell
- Jaume Morales Moltó di Altea (Spagna)
- Celestino Bendicho Mercader di Valencia
- Vicent Fonfría i Ferrando di Moncofa
- Víctor Serrano Ródenas di Valencia
- Salvador Hervas Llácer di Valencia
- Terenci Miñana di Simat de la Valldigna